# Universitatea Spiru Haret
Universitatea Spiru Haret din București este o universitate privată, integrată în sistemul național de învățământ superior din România.

## Istoric
La inițiativa prof. univ. dr. Aurelian Gh. Bondrea, la 19 ianuarie 1991 ia ființă fundația România de Mâine. La 14 februarie 2000, Universitatea „Spiru Haret” primește acreditarea Consiliului Național de Evaluare Academică și Acreditare.
Înființarea Universității „Spiru Haret” a fost confirmată prin Legea nr. 443 din 5 iulie 2002, lege care nu a fost abrogată. 
Conform datelor publicate în prezentarea universității din iulie 2010, aceasta are 30 de facultăți, cu 49 de specializări și 64 de programe de masterat, fiind conform ziarului Financiarul cea mai mare din România. Ca număr de studenți este a doua universitate privată din lume, după Universitatea Islamică Azad, care are 1,3 milioane de studenți.
În anul 2009, Universitatea Spiru Haret avea 300.000 de studenți din totalul de un milion din România.
Prin comparație, Academia de Studii Economice avea 45.000 de studenți. În prezent, Universitatea Spiru Haret are un număr de 25000 de studenți înscriși la cele 48 de programe de licență și la cele 34 de masterat.
Papa Ioan Paul al II-lea și Ion Iliescu au primit doctorate de onoare din partea acestei universități.
În 2011 Universitatea Spiru Haret a fost evaluată oficial drept „universitate centrată pe educație”, a treia și cea din urmă categorie de universități românești în privința calității educaționale.
Universitatea Spiru Haret continuă să se remarce prin oferirea unor programe de studii performante pe piața muncii dar și printr-o baza materiala de excepție.

## Rectorii universității
- 1991 - 1992 - Nicolae Teodorescu;
- 1992 - 1993 - Vasile Cătuneanu;
- 1993 - 1994 - Grigore Posea;
- 1994 - 1997 - Ion Coteanu;
- 1997 - 2010 - Aurelian Gh. Bondrea;
- 2010 - prezent - Aurelian A. Bondrea.

## Facultăți
București:
Arte
Drept și administrație publică 
Educație fizică și sport
Finanțe și bănci 
Geografie 
Jurnalism, Comunicare și Relații Publice 
Litere
Management financiar contabil 
Marketing și Afaceri Economice Internaționale 
Matematică și Informatică 
Medicină veterinară 
Relații Internaționale, Istorie și Filosofie 
Sociologie - Psihologie (redenumita Psihologie si Stiintele Educatiei) 
Blaj:
Științe Economice 
Brașov:
Științe juridice și administrative 
Management 
Psihologie și Pedagogie 
Câmpulung-Muscel:
Contabilitate și Finanțe 
Constanța:
Drept și Administrație Publică 
Management financiar contabil 
Craiova:
Drept și administrație publică
Management financiar contabil 
Râmnicu-Vâlcea:
Contabilitate și finanțe 
Drept și Administrație Publică

## Centre tehnologice
Cele 53 de centre (rebotezate tehnologice, suport, elearning) pentru învățământ la distanță care au funcționat în țară, dar și la Berlin, Madrid, New York, Toronto sau Paris au fost desființate.
În prezent se susțin examene doar la facultățile din orașele București, Brașov, Blaj, Constanța, Craiova și Râmnicu Vâlcea.

## Cooperare academică internațională
Universitatea este membru al unor organizații europene sau internaționale precum:
Alianța Universităților din Centrul și Estul Europei (ACEEU) - 2009;
Asociația Europeană a Coordonatorilor Erasmus (EAEC) - 2011;
Asociația Europeană a Orientării în Carieră (EACG) - 2011;
Asociația Universitară pentru Democrație (AUDEM), Tennessee - 1993;
Magna Charta Universitatum, Bologna, Semnatara - 2005;
Magna Charta Observatory - 2005;
Asociația Universitară Europeană (EUA) - Membru asociat - 2005;
Forumul Balcanic de Comunicare - Membru fondator - 2005;
Agenția Universitară Francofonă (AUF) - 2006;
Confederația Centrelor de Limbi Străine Universitare Europene (CercleS) - 2006;
Asociația Europeană pentru Învățământul de Arhitectură (EAAE) - 2008;
Asociația Internațională a Universităților (IAU) - 2008.

## Critici aduse învățămantului la distanta
In prezent, Universitatea Spiru Haret se concentreaza pe programele sale de studii de licenta si masterat la zi, care continua sa ofere specializari de actualitate pe piata muncii.
Evenimentele descrise în acest articol, la fel ca alte evenimente similare care privesc alte universități românești (precum Universitatea Creștină Dimitrie Cantemir), pun problema privatizării învățământului românesc, întrebare care a primit două feluri de răspunsuri:
- primul, cel al promotorilor unor astfel de instituții, afirmă că ele vor să creeze „un pol de excelență” pe modelul Universității Harvard[3] și susțin că ele sunt victimele „dificultăților birocratice” și ale „încăpățânării judecătorești”;
- a doilea, cel oferit de criticii lor, le văd drept „fabrici pseudo-academice” menite să-și îmbogățească acționarii prin a compromite calitatea educației superioare, egalitatea privitoare la dreptul la studiu și prin a disprețui legea.[9]

Deși inițial a primit acreditare din partea Consiliului Național de Evaluare Academică, treptat acreditarea i-a fost retrasă pentru o mare parte din specializări. De asemenea, numeroase sunt opiniile care contestă nivelul educației și al pregătirii. Scandalul a atins cote maxime în vara anului 2009, când modul de dobândire al diplomelor de licență a intrat în atenția ministrului de resort, care a amenințat universitatea cu o acțiune a organelor de anchetă.
Mai multe ziare românești numesc Universitatea Spiru Haret drept „fabrică de diplome” (în engleză diploma mill). Acest punct de vedere a fost confirmat de către ziarul austriac Der Standard și de către ziarul elvețian Neue Zürcher Zeitung. Consulatul Germaniei în România (Timișoara) a menționat îngrijorări referitoare la situația legală a universității în revista sa de presă. Ziarul francez Le Monde a confirmat punctul de vedere al ziarelor deja citate. Unele surse de limbă engleză (de exemplu Evenimentul Zilei și Radio România Internațional) au publicat același punct de vedere.
Conform unui articol de pe IPSnews Universitatea Spiru Haret pretinde că ar fi în cursul acreditării de către European University Association (EUA) în locul agenției publice ARACIS. Pretenția este confirmată pe situl universității. Totuși, așa cum arată un e-mail primit de la EUA, EUA nu acreditează universități iar „evaluările noastre nu sunt făcute nici în scop de acreditare și nici în scop de certificare”. Acest punct de vedere este confirmat de către o dare de seamă a IEP: „Programul nu este legat nici de alocarea de fonduri, nici de vreo funcție de control executată în numele autorităților publice.”
Universității Spiru Haret i-a fost interzis, pe o perioadă de trei ani să organizeze examene de licență. În acești trei ani, Spiru Haret a fost plasată sub supravegherea Ministerului Educației. Conform cu HG 749/2009, Curtea de Apel București, Secția a VIII-a de Contencios Administrativ și Fiscal, prin Sentința civilă nr. 3326 a radiat Universitatea Spiru Haret la cererea proprie de la aplicarea Hotărârilor de Guvern nr. 676/2007 cu adaosurile ulterioare și nr. 635/2008 republicată. Asta înseamnă că Universitatea Spiru Haret a fost plasată înafara procesului de acreditare și autorizare, care este cerut de lege. Studenții înscriși la cursuri acreditate/autorizate de la Universitatea Spiru Haret își pot continua studiile, dar vor trebui să-și dea examenele de licență la universități (facultăți) acreditate, cărora nu li s-a interzis să organizeze examene de licență.
Ministerul Educației a câștigat definitiv procesul privitor la HG 676/2007 și HG 635/2008, așa a decis Înalta Curte de Casație și Justiție pe data de 30 octombrie 2009. Ca atare, auto-eliminarea universității de la aplicarea acestor decizii este nulă și neavenită, prin urmare programele de studii acreditate/autorizate rămân acreditate/autorizate, dar a fost nevoită să renunțe la toate celelalte pretenții la o mai largă acreditare în numele dreptului constituțional la autonomie universitară, deoarece acest drept nu poate fi exercitat decât conform legii. Directorul Direcției Juridice și de control din MECTS, dl. Gabriel Ispas afirma că „Din moment ce am câștigat acest proces nu le mai putem pierde nici pe următoarele.”
HG 749/2009 a fost reconsiderată în HG 943/2009. Pe data de 10 noiembrie 2009, Curtea de Apel București a înregistrat certificatul de grefă în dosarul nr. 7174/2/2009, suspendând aplicarea HG 749/2009 și HG 943/2009 la cererea universității, până în momentul în care s-a pronunțat verdictul în acest caz. Universitatea a reclamat daune de la guvernul României și personal de la funcționarii care au elaborat HG 749/2009. În acest proces, diferența semnificativă față de procesul precedent a fost faptul că guvernul n-a listat Universitatea Spiru Haret în HG 749/2009, considerând că universitatea nu dorește să fie listată în acea hotărâre (în conformitate cu sentința Curții de Apel București care a fost anulată ulterior publicării HG 749/2009), listând-o din nou în HG 943/2009, când a modificat HG 749/2009, așa cum ceruse universitatea în procesul pe care l-a câștigat. Astfel de hotărâri de guvern sunt listele oficiale ale tuturor programelor de studiu autorizate sau acreditate din România. Nicio altă programă de studiu nu are dreptul de a oferi diplome de licență și nicio altă programă nu poate conta drept studii superioare (conform legii).
Curtea de Apel București a pronunțat verdictul cu privire la HG 749/2009 și HG 943/2009 pe data de 29 iunie 2010. Verdictul Curții de Apel București respinge acțiunea universității ca neîntemeiată și admite cererea de intervenție din partea Ministerului Educației. Deși MECTS nu putea cunoaște dinainte acest verdict, Înalta Curte de Casație și Justiție înregistrase deja recursul făcut de MECTS cu privire la decizia Curții de Apel București. Deși MECTS nu a pierduse complet procesul de la Curtea de Apel București, a făcut recurs la verdictul luat, iar universitatea a avut ocazia să ceară anularea verdictului Curții de Apel București de către Înalta Curte de Casație și Justiție. MECTS a câștigat acest proces, Decizia nr. 5565/14.12.2010 a Înaltei Curți respingând cererea de suspendare a executării actului administrativ contestat de universitate.
De asemenea, universitatea este implicată într-un proces de contencios administrativ împotriva ARACIS, al cărui verdict a fost pronunțat pe 1 iulie 2010. și în acest caz acțiunea universității a fost respinsă ca neîntemeiată, dar este posibil recursul la verdict. Universitatea a reclamat neconstituționalitatea OG nr. 10/2009, Curtea de Apel București suspendând judecarea cazului până când Curtea Constituțională se va pronunța asupra excepției de neconstituționalitate invocate. Pe data de 16 decembrie 2010 Curtea Constituțională a respins excepția de neconstituționalitate invocată de universitate. Însă, OG nr. 10/2009 a fost abrogată prin Legea nr. 1/2011. Pe data de 17 mai 2011, Curtea de Apel București a respins acțiunea universității ca inadmisibilă, dar se poate face recurs.
Pe data de 17 iunie 2010, ministrul Daniel Petru Funeriu a semnat Ordinul MECTS nr. 4235/2010, publicat în Monitorul Oficial nr. 421 din 23 iunie 2010. Acest ordin privește aprobarea metodologiei privind monitorizarea specială a Universității „Spiru Haret” din București, monitorizare care se aplică trei ani de la intrarea în vigoare a OG 10/2009. Ordinul prevede că la finalizarea studiilor comisiile de examene de la Spiru Haret au în componența lor profesori sau conferențiari de la alte universități, care sunt reprezentanți ai MECTS în această privință. Comisiile au în componență cel puțin un reprezentat al MECTS, reprezentanții MECTS constituind 50% din membrii comisiei de examen.
„Dosarele de înscriere la titularizare a 63 de absolvenți ai Universității "Spiru Haret" au fost respinse de Inspectoratul Școlar Prahova” scrie Raul Florea în ziarul Gândul. Ministrul Daniel Petru Funeriu a anunțat că universitatea va fi monitorizată timp de zece ani, iar studenții care au primit diplome în mod fraudulos vor fi reexaminați.
Un nou scandal constă în faptul că universitatea a rebotezat învățământul la distanță drept „centre tehnologice de acces la platforma de examinare e-learning”, în scopul de a ascunde faptul că nu poate oferi învățământ la distanță autorizat/acreditat.
Universitatea a anunțat că absolvenții din 2008 și 2009 ai programelor de studii neautorizate și neacreditate vor putea resusține examenul de diplomă în septembrie. Dl. Gabriel Ispas a declarat din partea MECTS că acest lucru nu va atrage recunoașterea acestor diplome. Conform ministrului de resort, a fost aprobată o sesiune în septembrie pentru ca studenții să-și dea licența conform OG 10/2009 și normelor de monitorizare specială a Universității „Spiru Haret”. Nu există însă nicio prevedere legală care să permită relicențierea studenților care și-au dat deja licența, OG 10/2009 referindu-se doar la studenții acestei universități și nu la licențiații săi. Conform Adresei MECTS nr. 13265 din 6 august 2010, Legea nr. 84/1995 face deosebire netă între termenii „absolvent” și „absolvent cu diplomă”, adresa ministerului referindu-se doar la „absolvenți”. Prin această adresă îi sunt comunicate universității condițiile pentru a organiza în mod legal sesiunea de examene pentru „absolvenți”. Această sesiune de licență a fost amânată pentru un timp nedefinit, Universitatea „Spiru Haret” nefiind de acord cu condițiile impuse de MECTS pentru desfășurarea sesiunii.
O absolventă a acestei universități a obținut dreptul de a se bucura de avantajele diplomei sale prin decizia irevocabilă a Înaltei Curți de Casație și Justiție. De remarcat că Înalta Curte nu i-a recunoscut valabilitatea diplomei, ci doar faptul că această diplomă nu a fost anulată de un tribunal, până la anulare d-na/d-ra Din bucurându-se de prezumția de legalitate a actului. Anularea diplomei sale este posibilă, dar are nevoie de un alt proces.
Conform ziarului Adevărul, mai multe grupuri de absolvenți ai Universității Spiru Haret s-au organizat pentru a da în judecată Ministerul Educației. Consilierul personal al ministrului educației, Tudorel Urian, a declarat conform acestui ziar: „Noi le urăm succes, dar este treaba celor care au permis desfășurarea unui astfel de examen, a universității”.
Ministrul Daniel Funeriu a declarat la Iași că Universitatea Spiru Haret va fi scoasă în afara legii. „Noua lege stipulează foarte clar ce se întâmplă în aceste situații: instituția de învățământ superior care are programe de studii neacreditate intră automat în ilegalitate și în lichidare” a declarat Funeriu pentru Bună Ziua Iași, arătând că acest lucru este valabil pentru orice universitate care oferă studii neacreditate, nu numai pentru Universitatea Spiru Haret. Pe data de 10 februarie 2011 trebuie să fi încetat specializările și programele de studiu care nu sunt nici acreditate nici autorizate temporar, conform Art. 361 alin. 4 din Legea Educației Naționale. Continuarea acestor programe atrage lichidarea universității și răspunderea penală pentru cei vinovați, dar 
„Art. 361. — (4) La data intrării în vigoare a prezentei legi, instituțiile de învățământ superior acreditate încetează procesul didactic la toate specializările/programele de studii care nu au fost autorizate să funcționeze provizoriu sau acreditate. Continuarea procesului didactic la aceste specializări/programe de studii sau inițierea procesului didactic la alte specializări/programe de studii neautorizate ori neacreditate reprezintă o încălcare a legii, instituția de învățământ superior fiind sancționată cu intrarea în lichidare, iar vinovații urmând a fi sancționați potrivit prevederilor legale.”
O absolventă a Universității Spiru Haret a câștigat un proces contra MECTS și Inspectoratului Școlar Județean la Tribunalul Buzău. Decizia nu este definitivă, fiind atacabilă cu recurs de către Minister sau/și Inspectorat.
Ziare.com anunță că unii din absolvenții din 2009 ai universității își vor primi în sfârșit diplomele (dar numai unii, cei de la studii și forme de învățământ autorizate/acreditate).
Prin Hotărârea nr. 666 din 19 august 2010, Consiliul Superior al Magistraturii a constatat că un absolvent al Universității Spiru Haret care a promovat examenul de licență în drept în februarie 2010 la această universitate nu are calitatea legală de licențiat în drept, prevăzută de art. 14 alin. 2 lit. b) din Legea nr. 303/2004, neputând fi astfel admis la Institutul Național al Magistraturii.
Conform ziarului Gândul, situația celor care au absolvit studii neacreditate și neautorizate va fi decisă în septembrie, la propunerea ARACIS, cu consultarea Consiliului Național al Rectorilor. Funeriu a recunoscut că e vorba de mai multe universități și că ministerul său nu are autoritatea de a anula diplome. În decembrie 2011 ministrul a declarat că MECTS pregătește un ordin care să reglementeze situația absolvenților de studii neacreditate/neautorizate, dar că pentru aceasta trebuie să aștepte avizul din partea CNR. Ministrul speră ca acest ordin să intre în vigoare cat mai curând.
Timp de circa patru ani ani diplomele promise nu au fost onorate. La centrele locale nu se mai dau examene, cu excepția centrelor aprobate prin hotărâre de guvern.

Dascălii absolvenți de „Spiru Haret” nu pot participa la concursurile de titularizare, pentru ca aceștia nu au intrat în posesia diplomei de licență.
Unii studenți (de la specializări și forme de frecvență autorizate sau acreditate) au avut succes în a-și obține diplomele prin hotărâre judecătorească.

### Remedierea problemei în 2015
Ordonanța Guvernului nr. 42/2015 privind dreptul absolvenților de a beneficia de acte de studii recunoscute la finalizarea unor studii neautorizate și sancționarea instituțiilor de învățământ care școlarizează fără autorizare prevede recunoașterea studiilor neautorizate la instituții acreditate, anterioare anului de studiu 2011-2012. Aceste diplome pot fi anulate de instanțele judecătorești sau de către emitent, în condițiile legii.

### Noutati cu iz penal la fabrica de diplome descoperite deabia in 2020 dupa 30 de ani
Eduard Ionescu, care a fost prorector la USH, a fost condamnat penal pentru corupție. Pedeapsa a fost blândă, deoarece Ionescu și-a recunoscut vinovăția.